# 天井湖 (铜陵)
天井湖，位于中国安徽省铜陵市长江西路北侧，面积1200余亩。湖中有一小岛，岛上有口“上通天，下通海”的井，名曰天井，湖因此井而得名。

## 天井湖风景区
天井湖风景区由铜文化园、江南文化园、观湖广场、西湖、北湖等景点组成。2007年被国家旅游局评为国家4A级旅游景区。